# Pasilansilta
Le pont de Pasila (en finnois : Pasilansilta) est un pont routier du quartier de Pasila à Helsinki en Finlande.

## Description
Le pont de Pasila est un pont qui enjambe la ligne principale et Veturitie.
Le pont est une liaison transversale importante reliant Länsi-Pasila et Itä-Pasila.
Au côté nord du pont se trouvent le centre commercial Tripla, la gare de Pasila et des immeubles à résidentiels.
La plupart des tramways et des lignes de bus de Pasila circulent sur le pont de Pasilansilla.
À l'entrée de la gare sur le tablier du pont, s'arrêtent des lignes de tramway et plusieurs lignes de bus dont les lignes à haut niveau de service 500 et 510.
Outre les transports en commun, le pont est une liaison transversale importante pour la circulation douce.

## Galerie

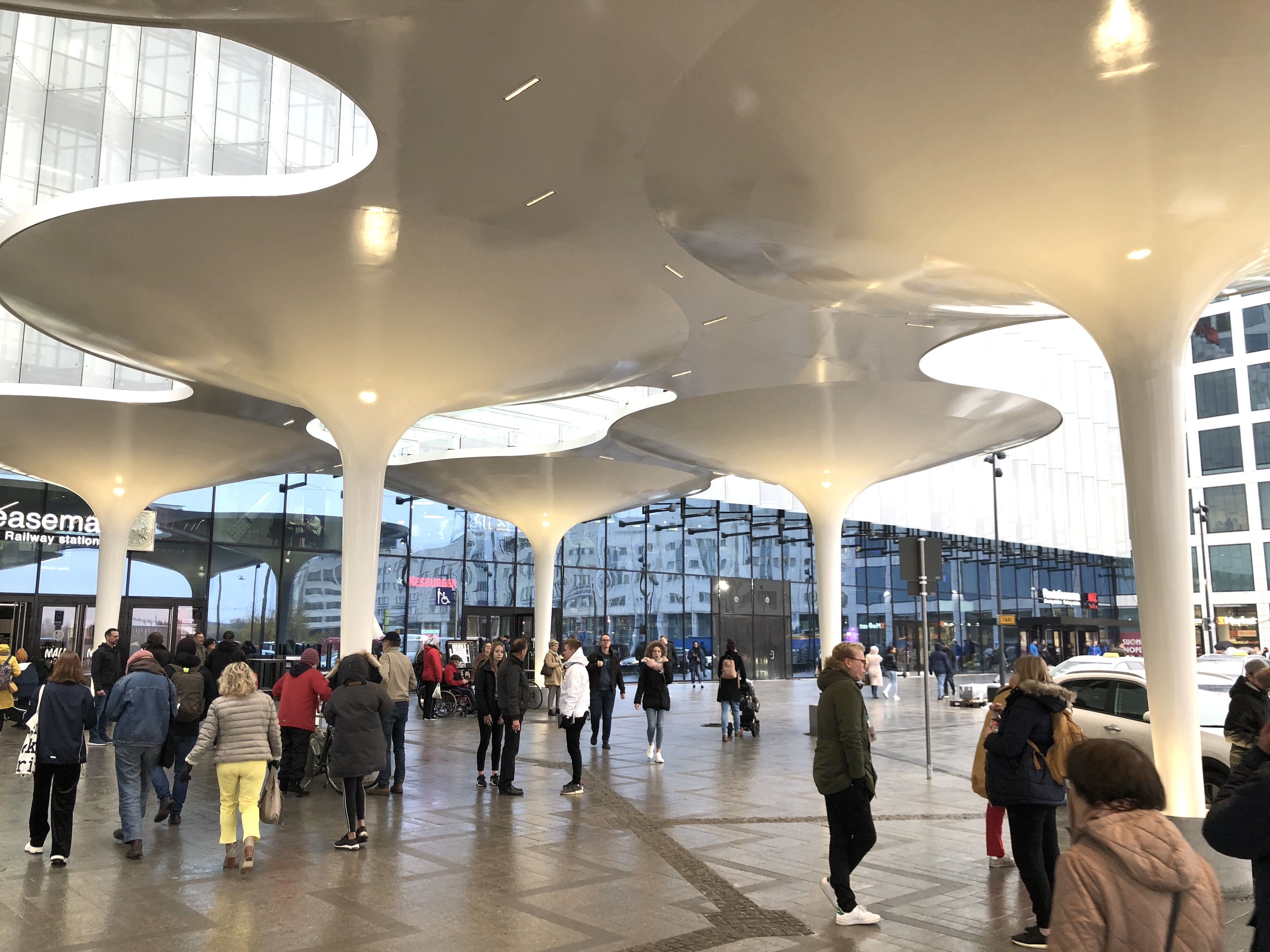
Entrée de Tripla du côté du pont de Pasila.
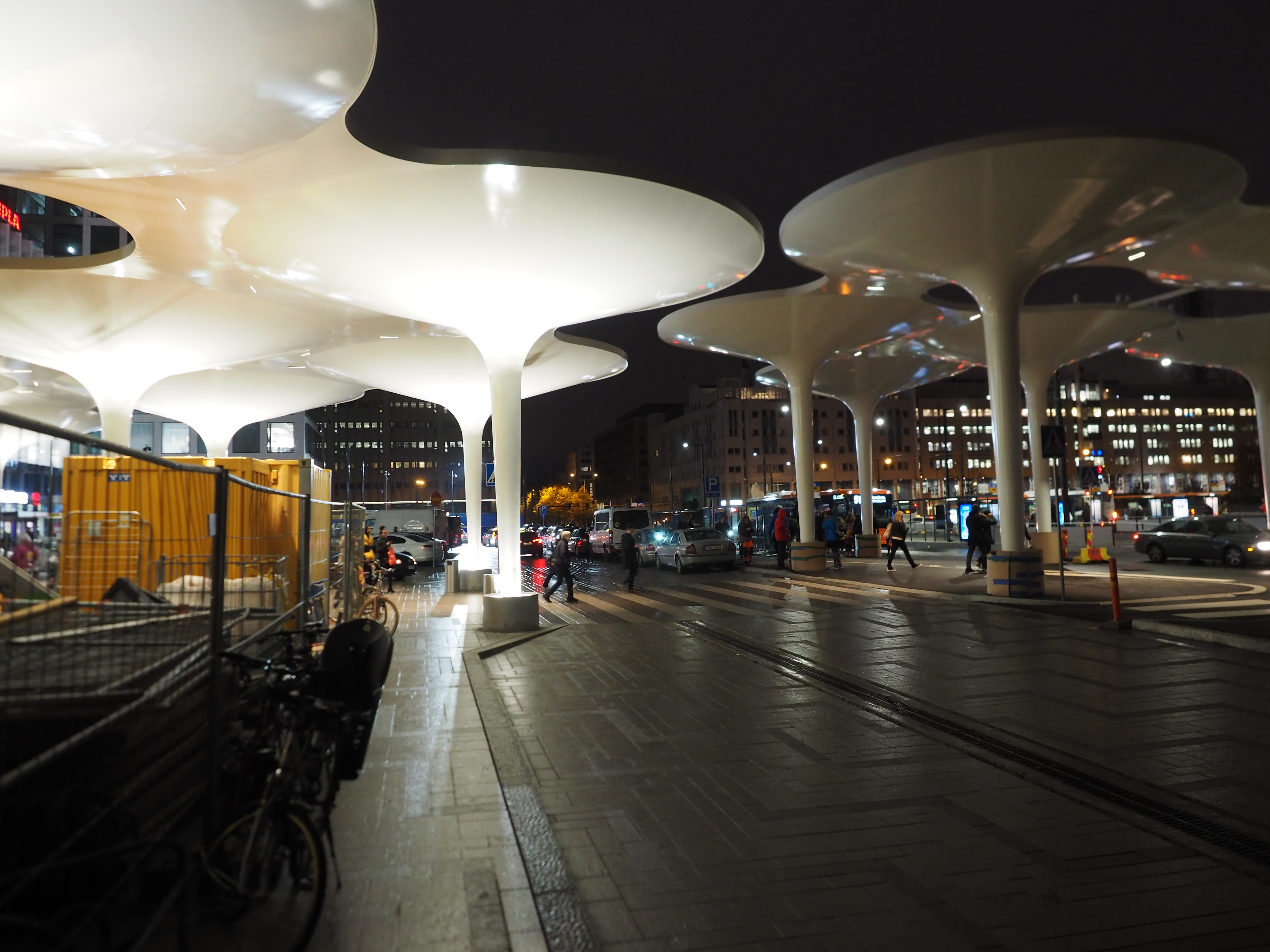
Nuit sur le pont de Pasila.
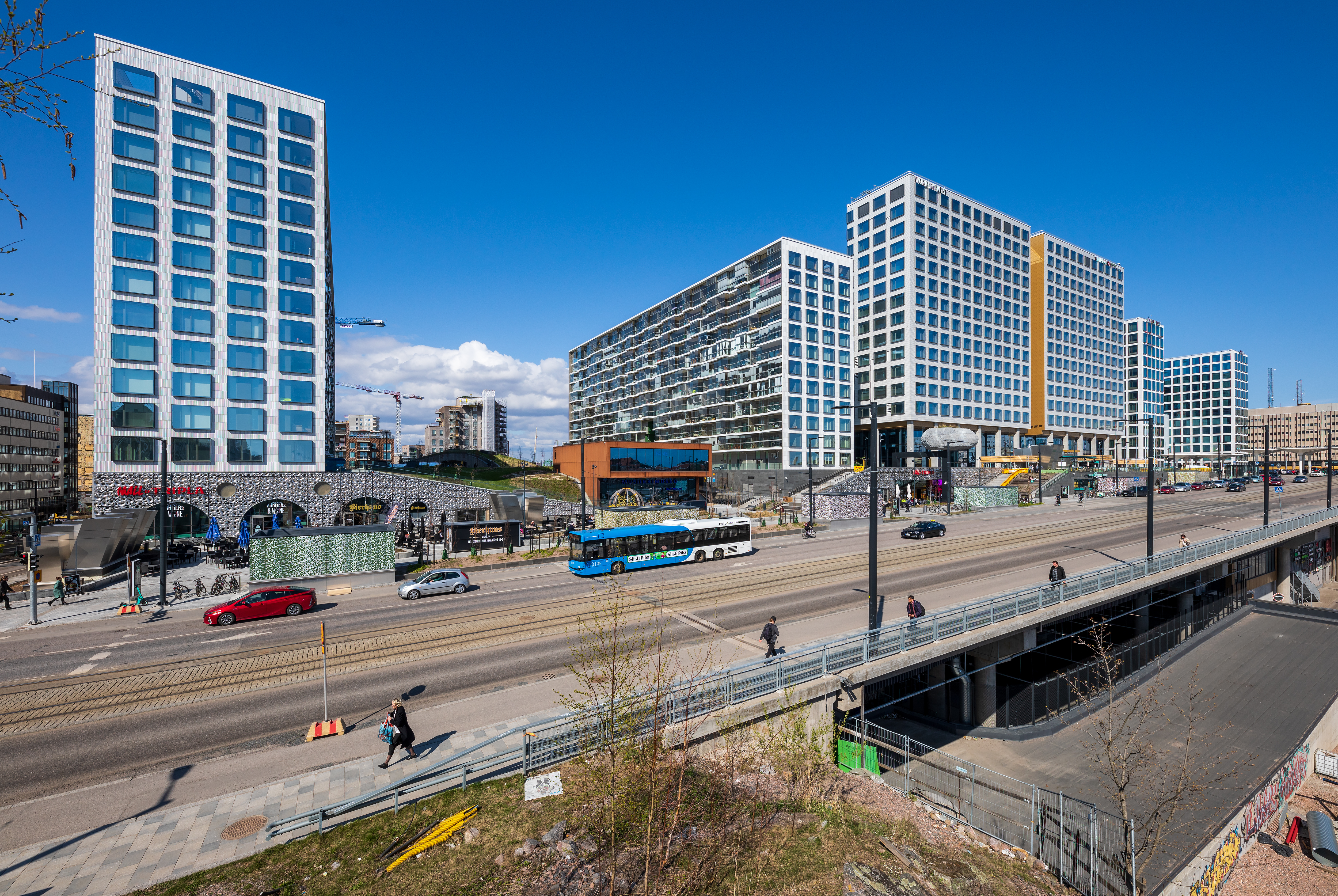
Tripla et le pont de Pasila.